# Foxy Brown (ca sĩ)
Foxy Brown là một ca sĩ reggae sinh ra ở Jamaica với tên Jennifer Esmerelda Hylton. Lời giới thiệu đầu tiên của cô về các bảng xếp hạng reggae là thông qua các phiên bản do Steely & Clevie sản xuất của Tracy Chapman "(Sorry) Baby, Can I Hold You Tonight" và "Fast Car", trước đây thậm chí còn tham gia Bảng xếp hạng đĩa đơn đen của Billboard. Những điều này dẫn đến việc cô được coi là Tracy Chapman của Jamaica. Cô đã phát hành album đầu tay Foxy, vào năm 1989, trong đó giới thiệu sáng tác bài hát gốc của cô. Năm 1990 cô đã có một hit với dancehall single "Always For Me", và album thứ hai, My Kind of Girl, sau đó trong cùng một năm. Cô cũng có một hit với Johnny P có tên "If you Love Me".

## Danh sách đĩa hát
- Foxy (1989), RAS / Sanctuary / BMG
- My Kind of Girl (1990), RAS / Sanctuary / BMG
- Whip Appeal (1992), VP
- Reggae Gangs (2008), VP